# The Starling
The Starling é um filme americano de comédia dramática dirigido por Theodore Melfi, e com roteiro de Matt Harris. É estrelado por Melissa McCarthy, Chris O'Dowd, Kevin Kline, Timothy Olyphant, Daveed Diggs, Skyler Gisondo, Loretta Devine, Laura Harrier, Rosalind Chao, e Kimberly Quinn.
Ele estreou no Festival Internacional de Cinema de Toronto de 2021 em 12 de setembro de 2021 e teve um lançamento limitado em 17 de setembro de 2021, antes de ser transmitido na Netflix em 24 de setembro de 2021. Recebeu críticas desfavoráveis da crítica de cinema.

## Premissa
Um casal passa por uma situação difícil, levando Jack a sair para lidar com sua dor enquanto Lilly permanece no mundo "real", lidando com sua própria culpa. Como se os problemas de Lilly não fossem ruins o suficiente, um estorninho que se aninhava em seu quintal começa a assediá-la e atacá-la e ela se torna comicamente obcecada em matá-lo. Lilly finalmente encontra orientação de Larry, um psicólogo peculiar que virou veterinário com um passado conturbado próprio. Os dois formam uma amizade única e improvável, pois cada um ajuda o outro a explorar, reconhecer e enfrentar seus problemas.

## Elenco
- Melissa McCarthy como Lilly Maynard
- Chris O'Dowd como Jack Maynard
- Kevin Kline como Dr. Larry Fine
- Skyler Gisondo como Dickie
- Kimberly Quinn como Regina
- Timothy Olyphant como Travis Delp
- Daveed Diggs como Ben
- Loretta Devine como Velma
- Rosalind Chao como Fawn
- Ravi Kapoor como Dr. Manmohan
- Laura Harrier como Sherri
- Emily Tremaine como Alice
- Scott MacArthur como Ralph the Trucker
- Elisabeth Rohm como Nancy Rothwelder
- Veronica Falcón como Rosario Alvarez
- Brock Brenner como Dillon
- Edi Patterson como Margie
- Dan Bakkedahl como Chuck
- Don McManus como Big Daddy

## Produção
Starling estava na lista de 2005 dos roteiros não produzidos mais populares. Em março de 2017, foi relatado que Dome Karukoski foi contratado para dirigir o filme, com Keanu Reeves e Isla Fisher em negociações para estrelar.
Em junho de 2019, foi anunciado que Melissa McCarthy e Chris O'Dowd se juntaram ao elenco do filme, com Theodore Melfi dirigindo, os três já trabalharam juntos em St. Vincent (2014). A produção terá o roteiro de Matt Harris. Em agosto de 2019, Kevin Kline, Timothy Olyphant, Daveed Diggs, Skyler Gisondo, Loretta Devine, Laura Harrier, Rosalind Chao e Kimberly Quinn se juntaram ao elenco do filme.

### Filmagens
As filmagens começaram em 2 de agosto de 2019 na cidade de Nova Iorque, e terminaram em 19 de setembro de 2019.

## Lançamento
Em abril de 2020, a Netflix adquiriu os direitos de distribuição do filme.